# آی (شاعر)
آی اوگاوا (انگلیسی: Ai ogawa؛ ۲۱ اکتبر ۱۹۴۷ – ۲۰ مارس ۲۰۱۰) شاعر، و استاد دانشگاه اهل ایالات متحده آمریکا بود.
وی برندهٔ جوایزی همچون کمک‌هزینه گوگنهایم و جایزه کتاب ملی شده‌است.